# Центральна вулиця (Марківка)
Вулиця Центральна — центральна вулиця в селищі міського типу Марківка Луганської області.

## Історія
До початку процесу декомунізації в Україні вулиця носила назву «Леніна».

## Опис
На вулиці Центральній розташована Марківська районна державна адміністрація та Марківська районна рада. Також районна лікарня та Палац культури.

### Галерея

Будинок культури
Алея героїв
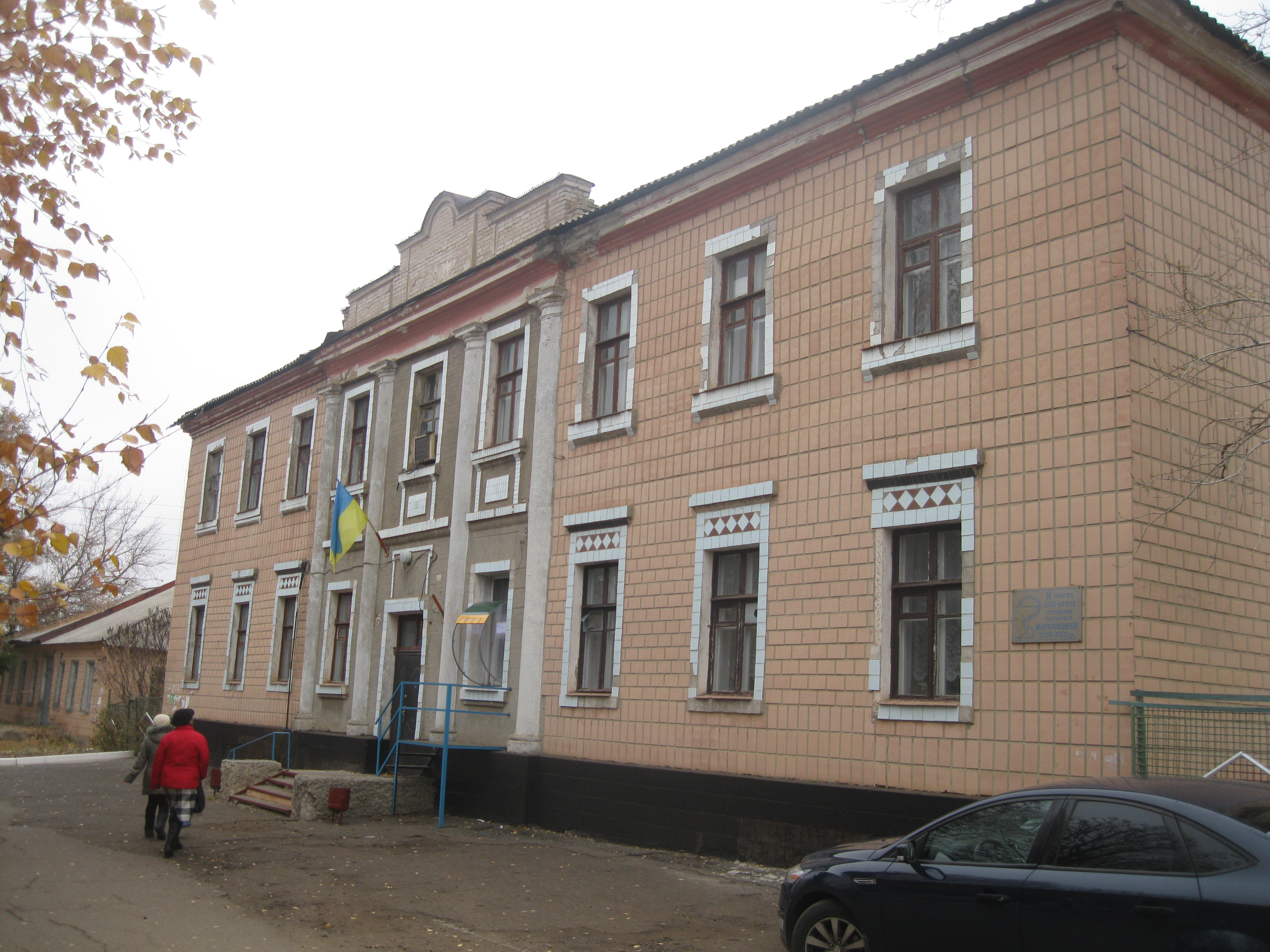
Районна лікарня